# Cody Linley
Cody Martin Linley (Lewisville, 20 novembre 1989) è un attore statunitense.

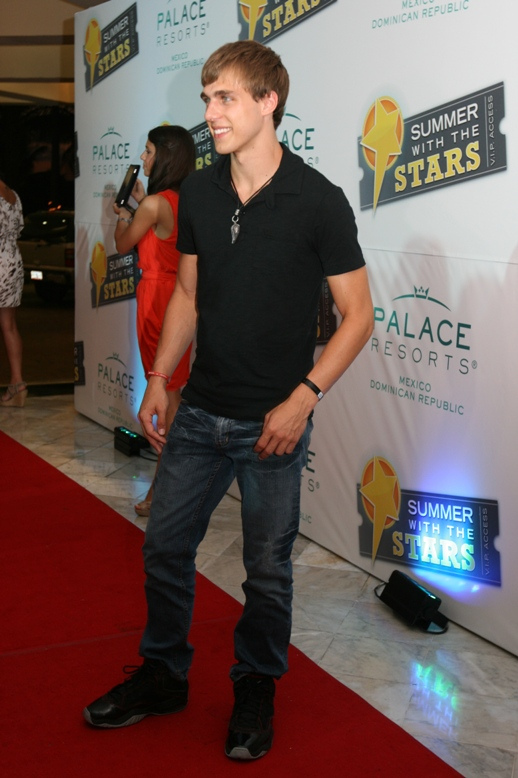
Cody Linley

È noto per i suoi ruoli in Hoot e per il ruolo di Jake Ryan nella serie Hannah Montana.

## Biografia
Cody Linley è nato a Lewisville, appena fuori da Dallas, in Texas, da Allen Linley e Cathy Sue Martin. Dopo aver frequentato la scuola elementare a Lewisville, si è iscritto alla Huffines Middle School. Cody ha tre fratelli adottivi: Ben, Scotty e Jason. Il suo fratello biologico, Chad Linley, è morto il 7 agosto 2011, all'età di 29 anni.

## Carriera
Fece il suo debutto nel 1998 partecipando al film The Legend of Cadillac Jack. Successivamente ha avuto delle piccole parti in tre film del 2000: Il mio cane Skip, Qui, dove batte il cuore e Miss Detective. Nel 2003, ha avuto un ruolo importante nel film È arrivato Zachary.
Al quinto anno della scuola elementare, fece le audizioni per il ruolo di Harry Potter, ma non fu scritturato. Più recentemente, Cody è comparso su Disney Channel nel telefilm Hannah Montana interpretando la parte di Jake Ryan, un giovane attore, comparso in diversi episodi, e anche in Raven nell'episodio Five-Finger Discount. In Hoot Cody interpretò Mullet Fingers assieme a Logan Lerman e Brie Larson, tre giovani che provano a salvare una città da una minaccia, in Florida. Il film è un adattamento del libro di Carl Hiaasen. E fece anche la parte del bullo in Una scatenata dozzina.

## Filmografia

### Cinema
- Il mio cane Skip (My Dog Skip), regia di Jay Russell (2000)
- Qui, dove batte il cuore (Where the Heart Is), regia di Matt Williams (2000)
- Miss Detective (Miss Congeniality), regia di Donald Petrie (2000)
- È arrivato Zachary (When Zachary Beaver Came to Town), regia di John Schultz (2003)
- Una scatenata dozzina (Cheaper by the Dozen), regia di Shawn Levy (2003)
- Echoes of Innocence, regia di Nathan Todd Sims (2005)
- Un allenatore in palla (Rebound), regia di Steve Carr (2005)
- Hoot, regia di Wil Shriner (2006)
- R. L. Stine: I racconti del brivido - Non ci pensare! (R. L. Stine's The Haunting Hour: Don't Think About It), regia di Alex Zamm (2007) – direct-to-video
- Forget Me Not, regia di Tyler Oliver (2009)
- The Playroom, regia di Julia Dyer (2012)

### Televisione
- Still Holding On: The Legend of Cadillac Jack, regia di David Burton Morris – film TV (1998)
- Walker Texas Ranger (Walker, Texas Ranger) – serie TV, 2 episodi (1999-2001)
- Beyond the Prairie, Part 2: The True Story of Laura Ingalls Wilder, regia di Marcus Cole – film TV (2002)
- Raven – serie TV, 1 episodio (2004)
- Hannah Montana – serie TV, 8 episodi (2006-2010)

## Doppiatori italiani
- Marco Vivio in Hannah Montana
- Alessio Puccio in Raven
- Omar Vitelli in "Sharknado 5"